# Filipp Jankovskij
Filipp Jankovskij (russisk: Фили́пп Оле́гович Янко́вский) (født 10. oktober 1968 i Saratov i Sovjetunionen) er en russisk filminstruktør og skuespiller.

## Filmografi
- V dvizjenii (В движении, 2002)[1][2]
- Statsråden (Статский советник, 2005)
- Metjenosets (Меченосец, 2006)